# Miconia puracensis
Miconia puracensis är en tvåhjärtbladig växtart som beskrevs av John Julius Wurdack. Miconia puracensis ingår i släktet Miconia och familjen Melastomataceae. Inga underarter finns listade i Catalogue of Life.